# Herbert Lommatzsch
Art(h)ur Herbert Lommatzsch (* 13. September 1906 in Wurzen; † 1. April 1999 in Barsinghausen) war ein deutscher Lehrer, nationalsozialistischer Funktionär und Oberharzer Heimatforscher. Er war im Gau Sachsen Landesreferent der Reichsstelle zur Förderung des deutschen Schrifttums. Während des Zweiten Weltkrieges war er als Stabseinsatzführer an Plünderungen von Kulturgut in  deutschbesetzten Teilen der Sowjetunion beteiligt.

## Leben und Wirken
Lommatzsch trat zum 1. Dezember 1931 der NSDAP bei (Mitgliedsnummer 819.733). Er war als Studienassessor zunächst Leiter der Abteilung Schrifttum im Gauschulungsamt Sachsen der NSDAP und ersetzte am 1. Mai 1935 als Landesreferent der Landesstelle Sachsen der Reichsstelle zur Förderung des deutschen Schrifttums den bisherigen Amtsinhaber Hans Peter Des Coudres, der auf die Reichsführerschule der SS abkommandiert worden war. Sein Büro hatte Lommatzsch in der Grunaer Straße 60 in Dresden. In seiner Funktion hielt Lommatzsch auch öffentliche Vorträge wie zum Beispiel am 2. Dezember 1935 im Festsaal des Pädagogischen Instituts in Dresden über „Fragen des nationalsozialistischen Schrifttums“. Nur wenige Tage später wurde Lommatzsch zum Gauabteilungsleiter und 1936 zum Hauptstellenleiter ernannt. Er übernahm im NSDAP-Gau Sachsen die Bereiche NS-Schulung, Buchwesen, Schrifttum. Im Februar 1936 gestaltete er mit dem Bibliothekar Kästner in der Landesbibliothek in Dresden die Ausstellung „Das wehrhafte Deutschland im Schrifttum“, in der der „Wehrgedanke“ in den Mittelpunkt gerückt und so die Bevölkerung auf einen neuen Krieg vorbereitet werden sollte.
Während des Zweiten Weltkrieges war Lommatzsch u. a. Stabsführer des Einsatzstabes Reichsleiter Rosenberg in Ratibor und an Plünderungen von Kulturgut beteiligt. Als Stabseinsatzführer und Leiter der Abteilung Sonderfragen nahm er an sogenannten „Sicherstellungsaktionen“ und „Bergungsmaßnahmen“ in der Ukraine und im Baltikum teil.
1946 kam Herbert Lommatzsch „als Vertriebener und Flüchtling“ nach Clausthal-Zellerfeld, wo er an der Robert-Koch-Schule eine Stelle als Oberstudienrat für Deutsch und Geschichte erhielt. In seiner Freizeit betätigte er sich über fünf Jahrzehnte leidenschaftlich als Regionalhistoriker im Oberharz und legte mehrere Publikationen vor.

## Schriften (Auswahl)
- Von Leibniz bis Roemer. Oberharzer Druckerei Greinert, Clausthal-Zellerfeld 1966.
- Der Oberharz. Landschaftliche und volkskundliche Streifzüge durch den Naturpark Harz. Pieper, Clausthal-Zellerfeld 1970.
- (mit Albert Riechers): Mineralien und Münzen im Harz. Pieper, Clausthal-Zellerfeld [1972].
- Iberger Tropfsteinhöhle, Iberg-Winterberg, Hübichenstein. Streifzüge durch vielbesuchte Sehenswürdigkeiten bei Bad Grund (Oberharz). Pieper, Clausthal-Zellerfeld 1972.
- (Hrsg.): Wir singen und spielen im Harz. Pieper, Clausthal-Zellerfeld 1977.
- Die Bergstädte Clausthal und Zellerfeld in der Barockzeit. In: Harz-Zeitschrift 13 (1961), S. 10.
- „Glück auf, ihr Bergleut jung und alt“. Regionalgeschichtliche und kultursoziologische Auswirkungen des Harzer Bergbaues der Vergangenheit. In: Bergbau 23 (1972), S. 217–228.